# Wettsteiniola apipensis
Wettsteiniola apipensis là một loài thực vật có hoa trong họ Podostemaceae. Loài này được Tur miêu tả khoa học đầu tiên năm 1975.